# Hypsiboas microderma
Hypsiboas microderma là một loài ếch thuộc họ Nhái bén.
Loài này có ở Brasil, Colombia, và Peru.
Môi trường sống tự nhiên của chúng là rừng ẩm vùng đất thấp nhiệt đới hoặc cận nhiệt đới và sông ngòi.